# Igreja de San Pedro (Nora)
A Igreja de San Pedro é uma igreja pertencente ao pré-românico asturiano situada na margem do rio Nora na freguesia de Nora, Oviedo, Astúrias, Espanha.

## História
Devido à semelhança das suas características arquitetónicas e estelísticas com as de San Julian de los Prados permitem-nos situar San Pedro de Nora permitem-nos situá-la na primeira metade do Século XI, reinado de Afonso II.
A referência documental mais antiga da Igreja San Pedro de Nora que chega até nós data de 20 de janeiro de 905, registando a sua doação à Catedral de San Salvador de Oviedo por Afonso III, juntamente com a Igreja Santa Maria de Bendones.
É parcialmente destruída em 1936 na Guerra Civil Espanhola devido a um incêndio, e em 1940 são iniciado trabalhos de restauro, liderados pelo arquiteto Luis Menéndez Pidal, prolongando-se até os anos 70 do Século XX.

## Arquitetura

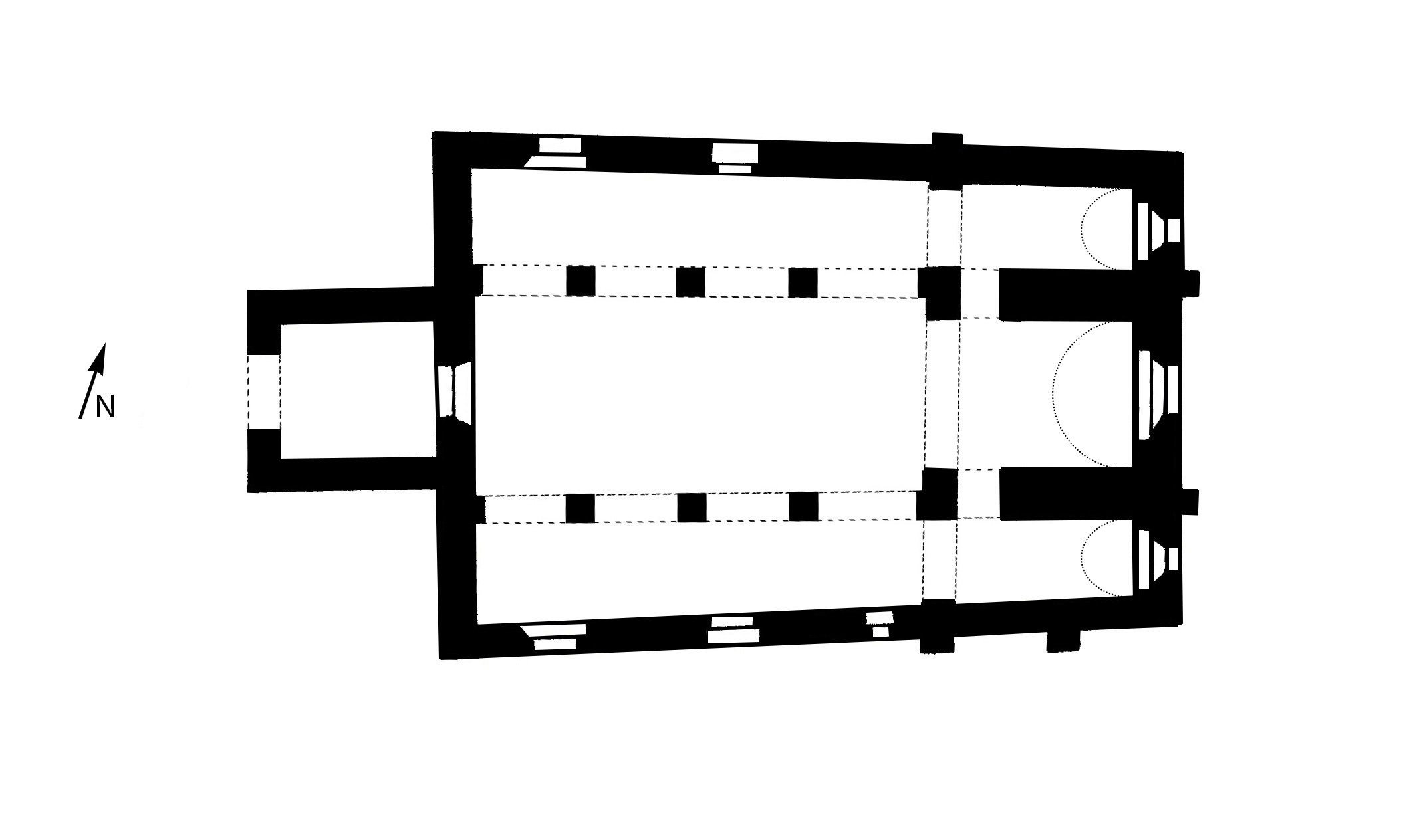
Planta de San Pedro de Nora

Morfológicamente é praticamente idêntica a San Julian de los Prados, apesar de conter certas características diferentes, como por exemplo a ausência de um transepto.
O Edifício é feito em silhar, aplicando-se silhares quadrados nos cantos do edifício. Já nos contrafortes são utilizados blocos bem trabalhados.
O edifício apresenta uma planta de forma basilical dividida em três naves e três absides, sendo a nave e a abside central significamente maiores que as restantes. Existe também uma câmara acima da abside principal (tradição dos templos Asturianos) que é apenas acessível através da janela tripartida, servindo muito provavelmente um papel similar ao de uma Opistódomo dos templos Gregos.
Originalmente, existiriam dois recintos laterais que ladeavam a igreja, característico dos templos Asturianos, mas estes já não se conseguem observar. É possível, no entanto, notar  através das ruínas que estes teriam dois pisos, evidenciados também pelos acessos superiores ao interior.

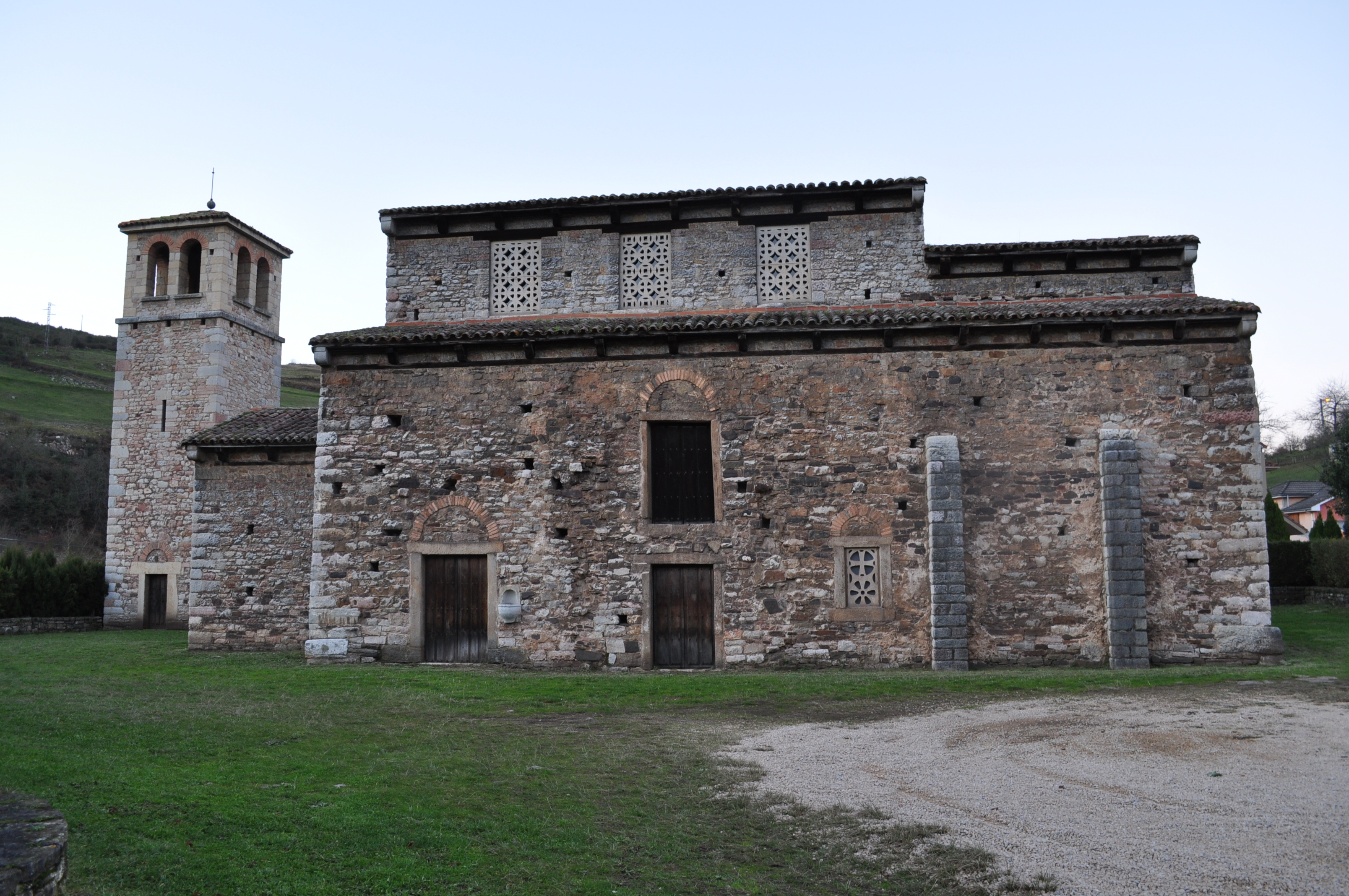
Face Sul de San Pedro de Nora

O acesso à igreja faz-se através de um vestíbulo, construído nas obras de restauro, aproveitando os restos de cimento que foram encontrados por Menéz Pidal. O acesso a este espaço é feito por um arco de volta perfeita, apoiando em duas jambas rematadas por duas impostas.
No interior, a divisão das três naves é feita através de arcadas de arcos de volta perfeita feitos em ladrilho, que se apoiam em pilares de base quadrada. Em termos de iluminação, esta é feita através de janelas ornamentadas na parte alta da nave central. Localiza-se também uma grande janela na fachada principal da igreja, permitindo que a luz corra ao longo do templo.
A cabeceira repete o esquema tripartido das Igrejas Asturianas: Cobertas por abóbadas de berço, sendo a da abside principal de maior dimensão.
Foi também adicionada uma torre, construída nas obras de restauro, mas que muito provavelmente não existia originalmente em primeiro lugar, dado à ausência de fundações ou ruínas.

## Galeria

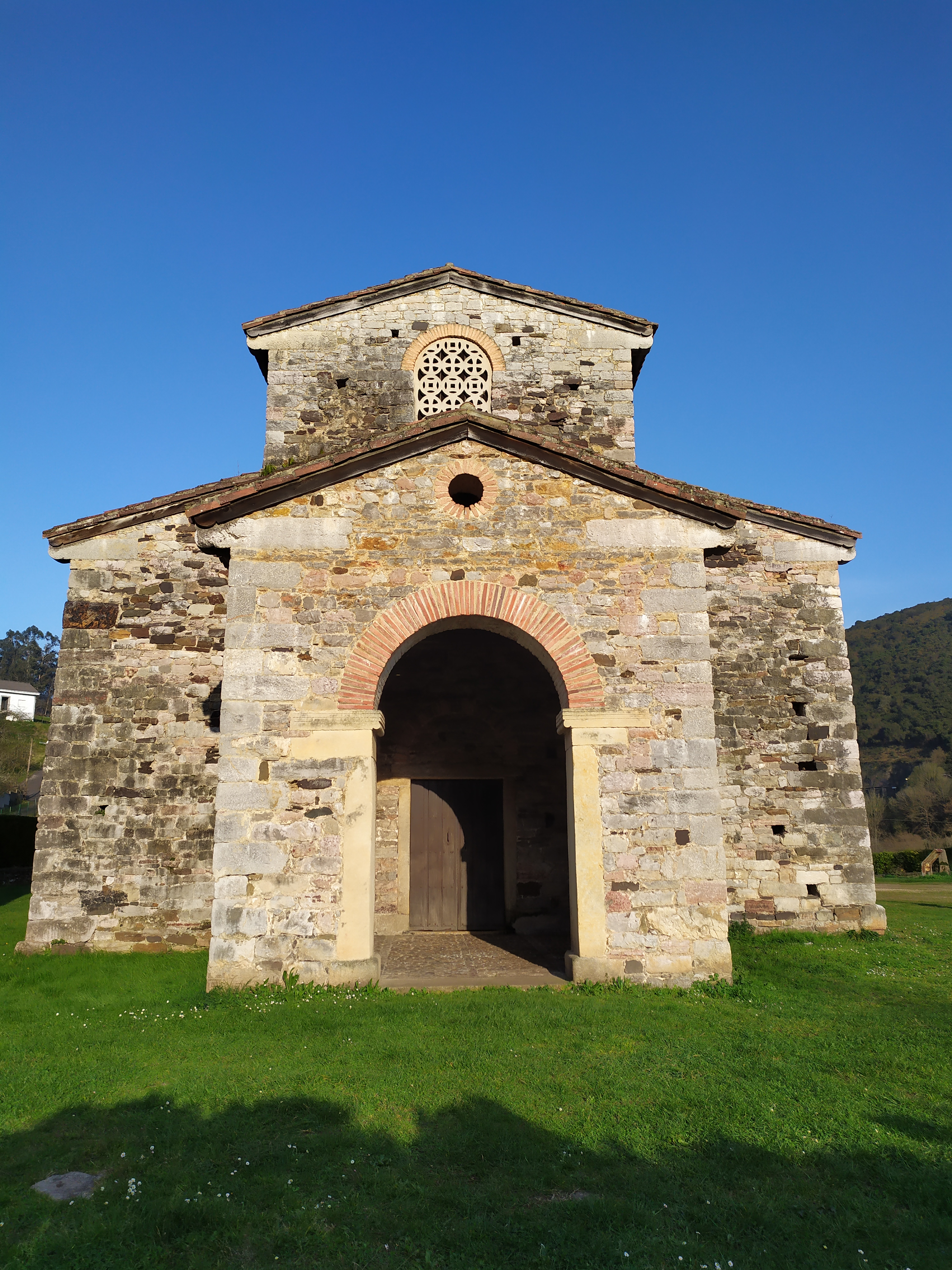
Visão do Vestíbulo moderno
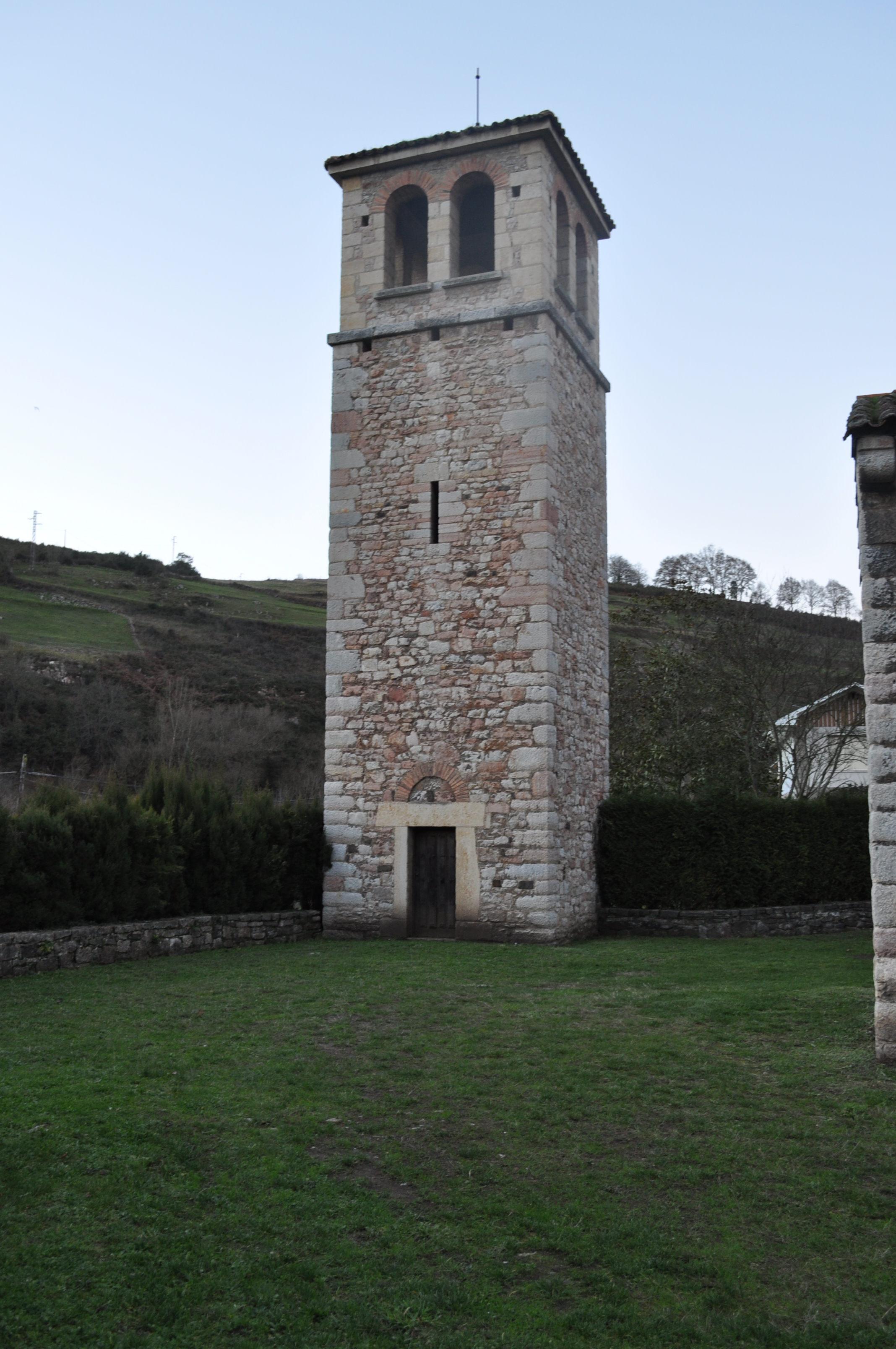
Visão da torre moderna
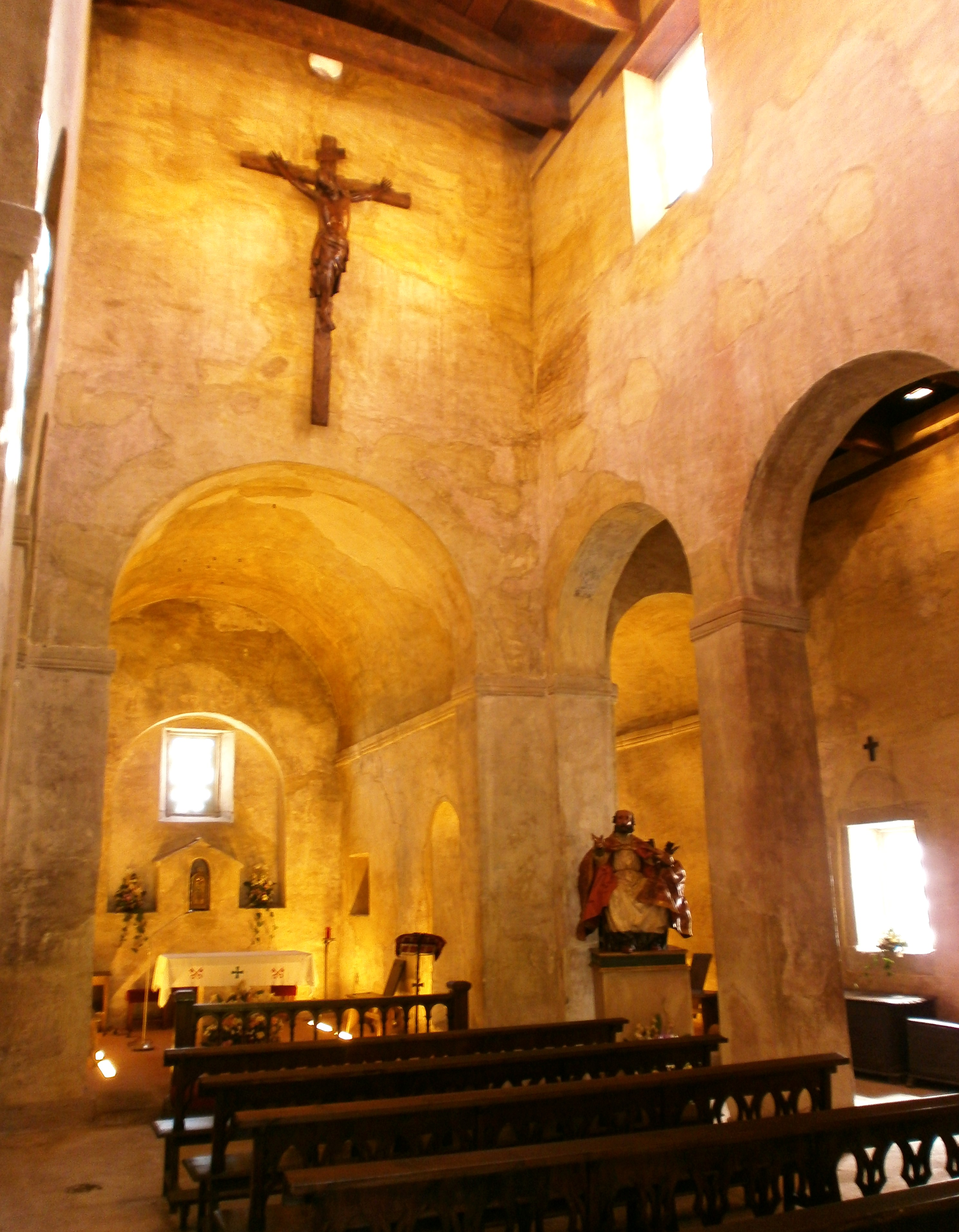
Interior de San Pedro de Nora
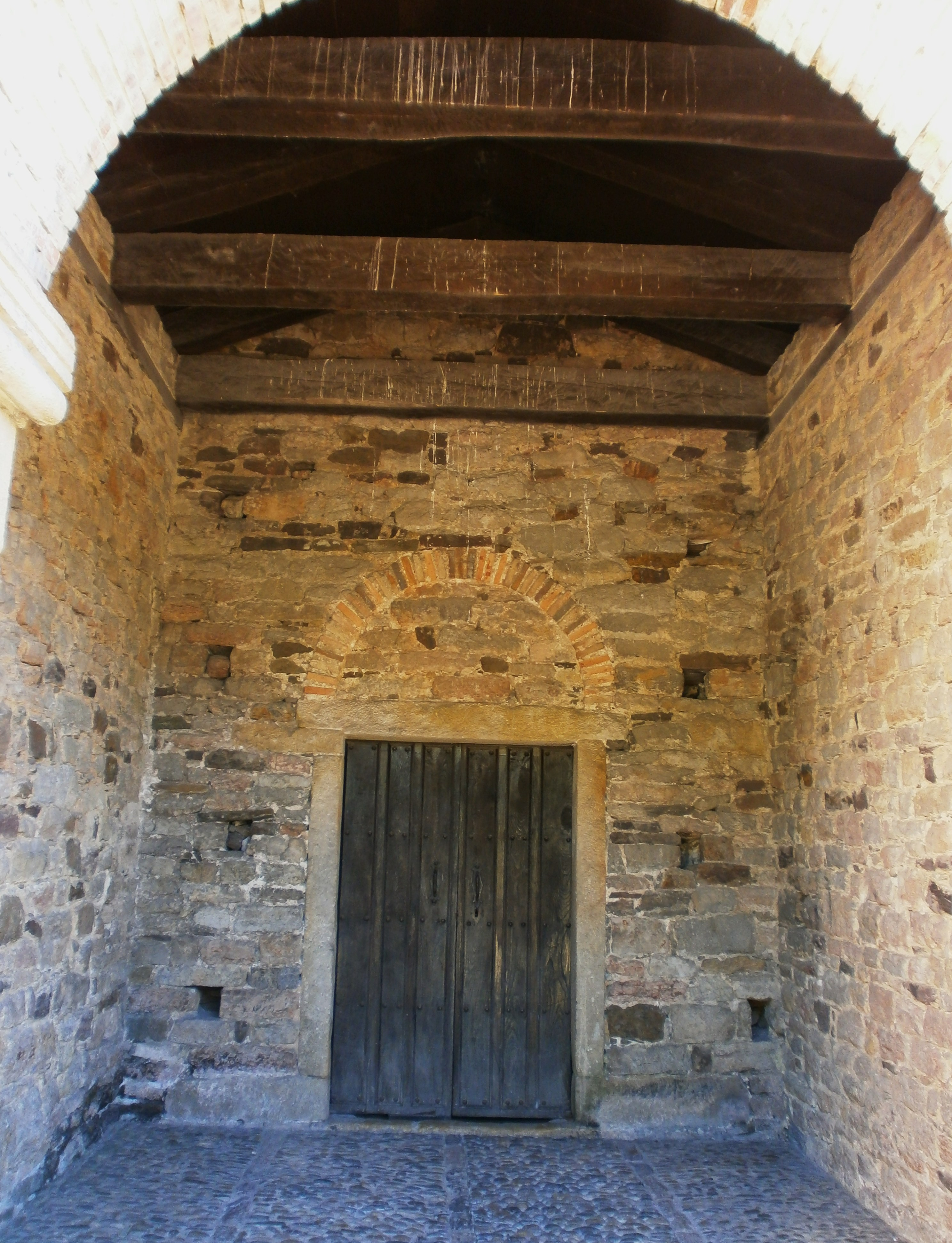
Vista interior do vestíbulo
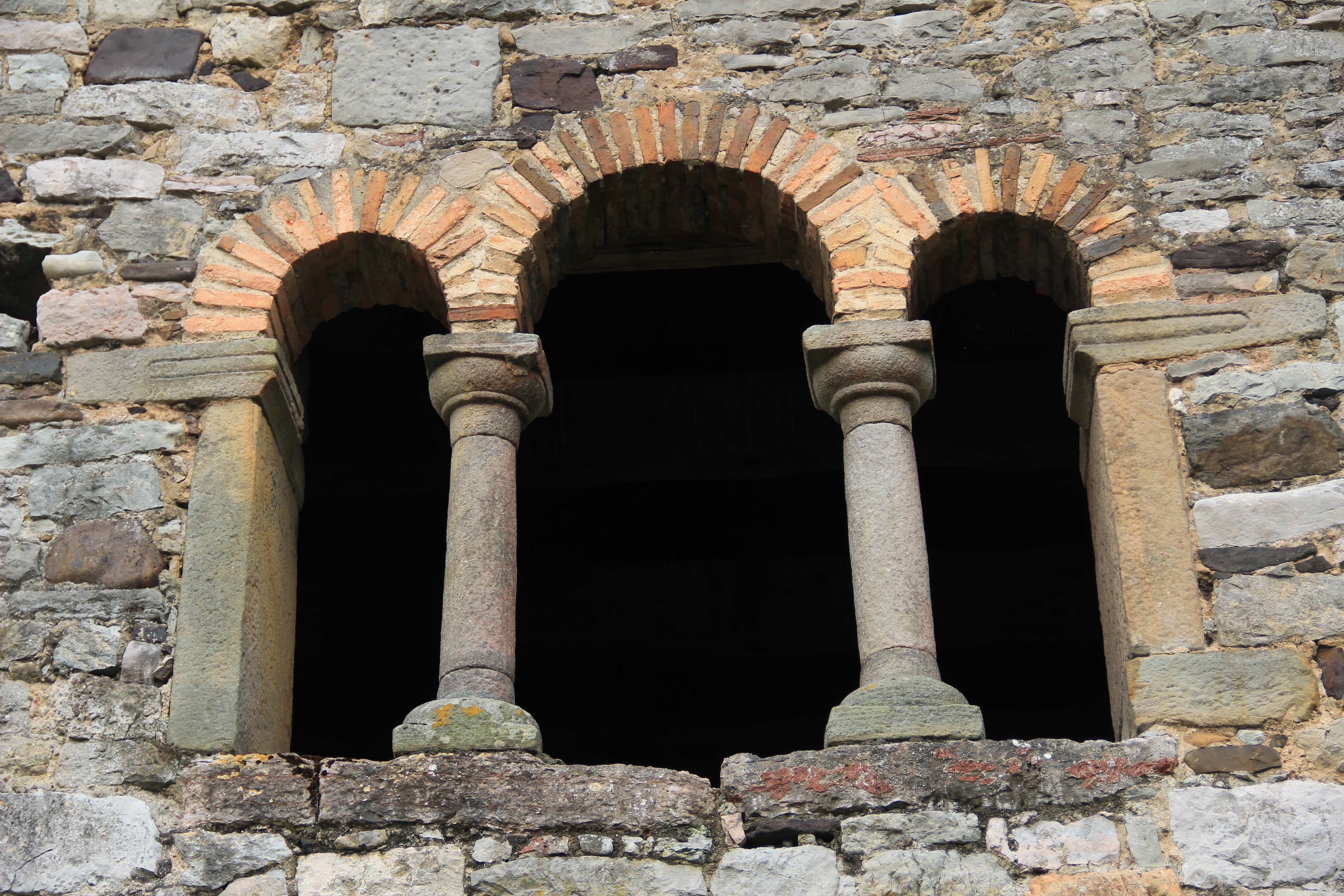
Face Ocidental do edifício, demonstrando a janela tripartida